# Mudanças climáticas e género

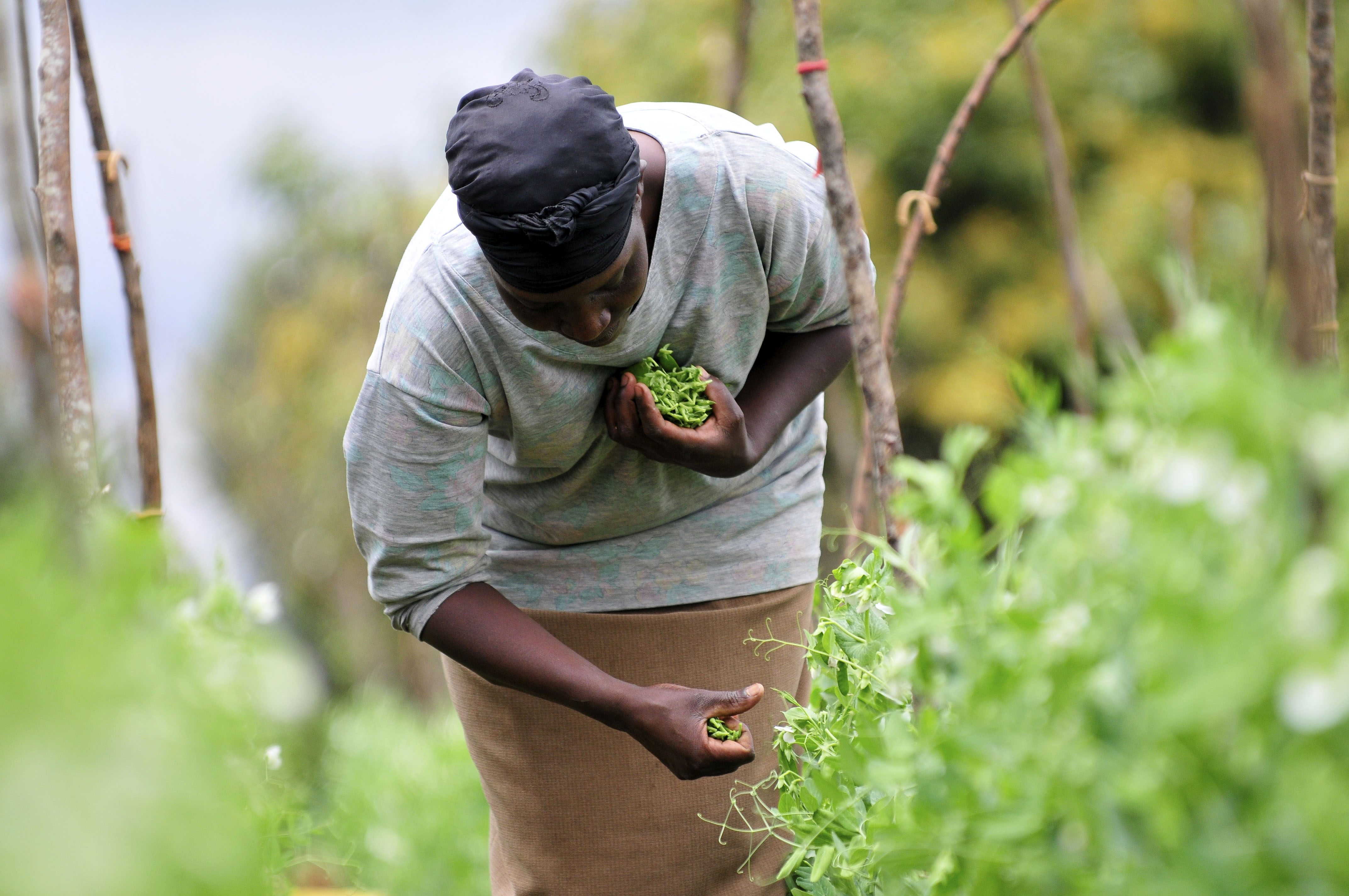
Agricultora queniana afetada pelas alterações climáticas

Mudanças climáticas e género são uma forma de interpretar os impactos díspares das mudanças climáticas sobre homens e mulheres, baseada na construção social dos papeis e relações de género.
A mudança climática aumenta a desigualdade de género, reduz a capacidade das mulheres de serem financeiramente independentes, e tem um impacto geral negativo sobre os direitos sociais e políticos das mulheres, especialmente em economias fortemente baseadas na agricultura. Em muitos casos, a desigualdade de género significa que as mulheres são mais vulneráveis aos efeitos negativos das mudanças climáticas. Isso deve-se aos papeis de género, especialmente no mundo em desenvolvimento, o que significa que as mulheres são frequentemente dependentes do ambiente natural para a sua subsistência e renda. Ao limitar ainda mais o acesso já restrito das mulheres a recursos físicos, sociais, políticos e fiscais, a mudança climática muitas vezes sobrecarrega mais as mulheres do que os homens e pode aumentar a desigualdade de género existente.
Diferenças baseadas no género também foram identificadas em relação à consciencialização, causa e resposta às mudanças climáticas, e muitos países desenvolveram e implementaram estratégias e planos de acção para mudanças climáticas baseados no género. Por exemplo, o governo de Moçambique adoptou uma Estratégia e Plano de Acção para o Género, Ambiente e Alterações Climáticas no início de 2010, sendo o primeiro governo do mundo a fazê-lo.